# Nombre de Nebty
| G16 |

| G16 |

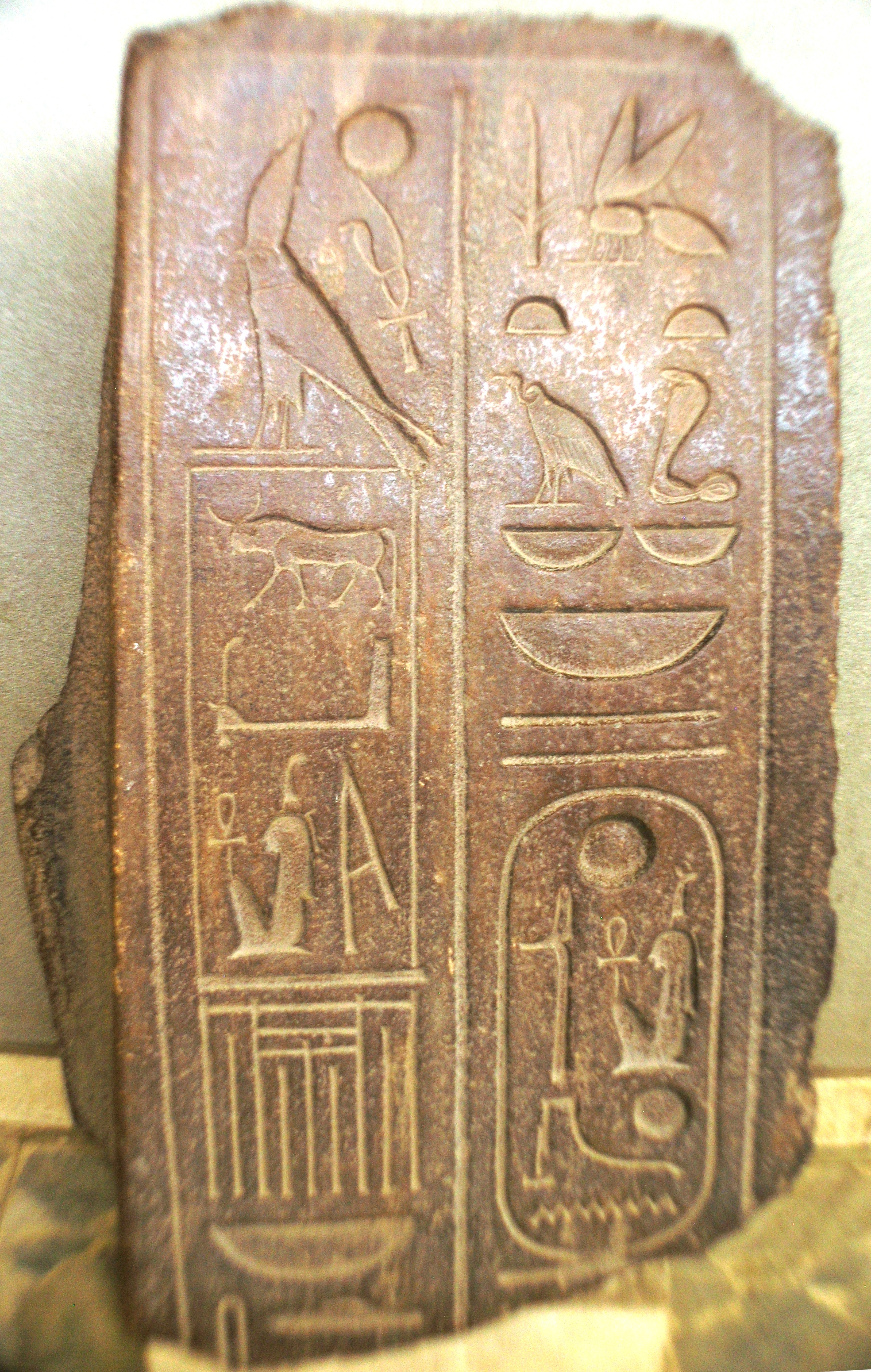
Titulatura de Ramsés II con su nombre de Nebty.

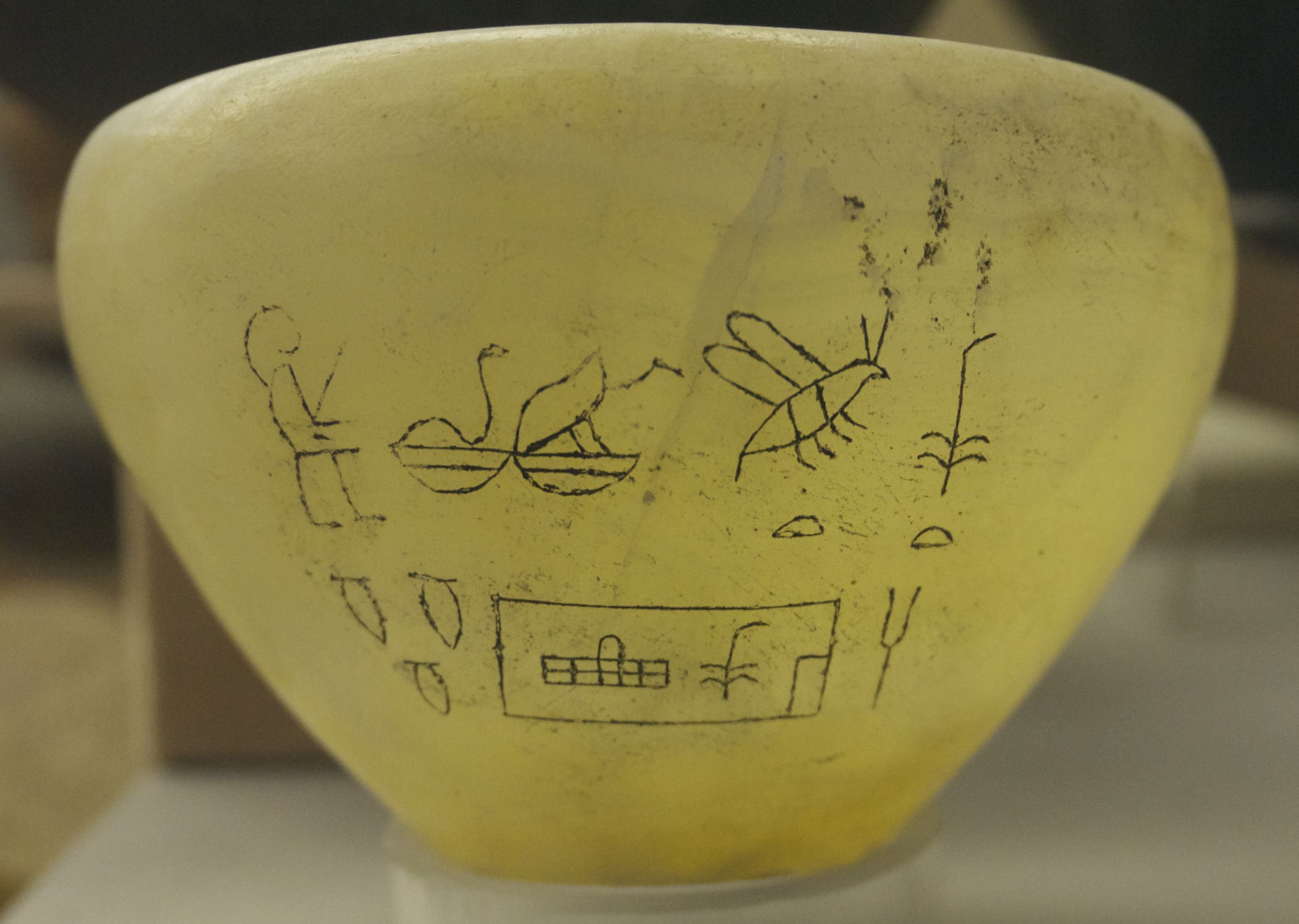
Nombre de Nebty del rey Semerjet. I dinastía de Egipto.

Nombre de Nebty, Las dos Señoras o Las dos Damas, simbolizan a las dos diosas tutelares del Alto y Bajo Egipto.
Era uno de los 'cinco grandes nombres' utilizados por los faraones egipcios y uno de los títulos reales más antiguos.

## Etimología
Los términos 'nombre de Nebty' o 'nombre de las dos Señoras' se derivan de la palabra egipcia nbty (Nebty), que es un sustantivo dual que significa 'las (dos) señoras'. Como mero sustantivo, es un eufemismo religioso que designa a las diosas Nejbet y Uadyet como pareja deificada. Como escudo real, representaba un Egipto unificado.
El "nombre de Nebty", de manera similar al posterior nombre de Nesut-Bity, fue construido con dos grupos de signos. El primero muestra un buitre leonado sobre una cesta. El segundo muestra una cobra erguida, también sobre una cesta. Las versiones más antiguas del nombre Nebty mostraban en lugar de la cobra, la corona roja sobre la segunda cesta. Estos grupos de signos que forman el nombre de Nebty nunca se usaron por separado.

## Simbología
El nombre de Nebty estaba vinculado simbólicamente a las dos diosas más importantes de la realeza del Antiguo Egipto: Nejbet y Uadyet. Mientras que Nejbet ("la de Nejeb") era la 'señora del Alto Egipto', Uadyet ("la que prospera") era la 'señora del Bajo Egipto'. Nejbet fue adorada como la 'madre celestial del rey', que se expresaba en el título de reina del Antiguo Egipto, Mwt-niswt ('madre del rey'). La cobra de Uadyet fue adorada como la 'serpiente de la corona celestial en la frente del rey', que se cree escupía fuego a cualquiera que se atreviera a enfrentarse al faraón. Este comportamiento protector hizo que Uadyet fuera muy popular y desde los primeros tiempos dinásticos se representaban varias deidades con un ureo en la frente. Con su nombre de Nebty, cada faraón deseaba presentarse como el que estaba bajo la guía y protección de las dos diosas, legitimándose así como gobernante de todo Egipto.

## Titulatura
En el Imperio Medio de Egipto, dinastías XI y XII, los faraones recibían cinco títulos. Añadían al nombre de nacimiento otros cuatro más cuando accedían al trono. 
Eran los siguientes: 
- Nombre de Horus
- Nombre de Nebty
- Nombre de Horus Dorado
- Nombre de Trono
- Nombre de Nacimiento

Las Dos Damas o el buitre y la cobra, representan a la diosa Nejbet de Nejen (Hieracómpolis), en el Alto Egipto, y a la diosa Uadyet de Per-Uadyet (Buto), en el Bajo Egipto. 
El faraón Den, de la dinastía I, lo utilizó.
Semerjet incluyó el Nombre de Nebty como uno de sus títulos.
Hasta la dinastía XII no se usó el título Nombre de Nebty de un modo definitivo.